# زردپره ۱۹۲۴۳
سیارک ۱۹۲۴۳ (به انگلیسی: 19243 Bunting، نامگذاری:1994CD9) نوزده هزار و دویست و چهل و سومین سیارک کشف شده‌است که در ۱۰ فوریه ۱۹۹۴ کشف شد.
قدر مطلق سیارک برابر ۲۶.۹ است.